# Prebenda
Prebenda je dohodek ali beneficija duhovščine, ki ni povezan z opravljanjem pastoralnih dolžnosti. Oseba, ki prejema dohodek od prebende, je prebendar.
Prebende so se začele ustanavljati v srednjem veku za vzdrževanje duhovnikov brez prihodkov iz pastoralne dejavnosti. Mednje so spadali predvsem kanoniki, ki so imeli v škofijah upravne funkcije. 
Sprva so bile del rednih dohodkov cerkve, predvsem desetine. Postopoma so se razvile v posebno vrsto fundacije, katere dohodek je bil namenjen točno določenemu položaju ali cerkveni službi. Število položajev in uradov, ki so jim pripadale prebende, se je stalno povečevalo. Med njimi so bili pogosto častni položaji, ki niso imeli nobenih posebnih dolžnosti. Obstajali so tudi lovci na prebende,  ki so si nabrali do deset beneficij in si s tem zagotovili znatne dohodke. Prebendarji z več kot pet prebendami niso bili nobene izjema.
Dogajalo se je tudi, da je bilo podeljevanje prebend povezano z nepotizmom cerkvenih dostojanstvenikov, ki so na ta način poskrbeli za materialno varnost svojcev. Prebenda kot institucija je ves čas opravljala tudi svojo primarno funkcijo.
Sčasoma so se pojavile tudi prebende, povezane z vzdrževanjem verskih središč ali krajev čaščenja, ki sami niso mogli zagotoviti zadostnega dohodka za duhovnike, ki so jin služili. Osebe, ki so ustvarjale vse te beneficije, so se imenovale pokrovitelji prebend. Pokrovitelji prebend so lahko bili tudi laiki,  ki so v ta namen odstopili del svoje posesti. S tem se je pogosto zagotavljal dodaten vir dohodkov za duhovščino, ki ni opravljala pastoralne službe ali je bila upokojena. Takšne prebende so bile pogosto povezane s posameznimi cerkvami ali celo s posameznimi oltarji, da bi se zagotovilo njihovo vzdrževanje.
Pokroviteljstvo nad prebendo je bilo povezano s pravico do imenovanja na funkcijo ali položaj, povezan s prebendo, in zato pomemben vzvod moči in orodje za krepitev vpliva. Pravica do pokroviteljstva je bila zato pogost vzrok sporov med škofi in posvetnimi vladarji.
S preoblikovanjem prebende kot institucije se je beseda prebenda pogosto uporabljala tudi v drugih pomenih, na primer kot zadoščenje ali dobiček.

## Vir
- André, Abbé Michel (1848). Diccionario de Derecho Canónico: Traducido del que ha escrito en francés el Abate Andrés. 3 y 4. Imp. de José C. de la Peña.